# Strendur
Strendur este un oraș din Insulele Faroe.